# Хентакавесс III
Хентакавесс ІІІ — давньоєгипетська цариця п'ятої династії фараонів. Припускають, що вона була дружиною або матір'ю фараона Неферефра (інший варіант його імені Ранефереф), оскільки могилу виявлено саме в його поховальному комплексі. Як повідомила влада Єгипту, гробницю цариці знайшли чеські та єгипетські археологи поблизу селища Абусір 4 січня 2015 року.

## Гробниця
Гробниця Хентакавесс III виявлена в Абусірі, де раніше вже були знайдені кілька пірамід, зведених на честь фараонів V династії, у тому числі Неферефра. Гробниця відкрита поряд з похоронним комплексом Неферефра археологічною групою, яку очолює Мирослав Барта з Карлового університету в Празі (дослідники з Чеського інституту єгиптології працюють у містечку Абусір ще з 1976 р.). Ім'я Хентакавесс і титули були написані на внутрішніх стінах гробниці, ймовірно, будівельниками. Ці написи визначають її і як «дружину царя» і «мати короля», указуючи, що її син зійшов на трон. Крім того, у гробниці були знайдені статуетки та двадцять чотири набори вапняного посуду разом із чотирма наборами мідного посуду, які були частиною похоронних предметів. Дата зведення гробниці відповідає періоду правління V династії.
Археологи, які відкрили могилу, вважають, що це гробниця дружини Неферефра, бо обидві гробниці розташовані одна неподалік одної.